# Stjepan, grof Bloisa
Stjepan Henrik Blojiški (eng. Stephen Henry of Blois, francuski Estienne Henri, Étienne Henri) (oko 1045. – 19. svibnja 1102.) bio je grof Bloisa od 1089. godine do svoje smrti. On je također bio i grof Chartresa, sin grofa Teobalda III. i njegove žene Gersende, kćeri Herberta I., grofa Mainea.
On je oženio Adelu Normansku. Njihova djeca su se zvala Vilim, Teobald, Odo, Stjepan (kralj Engleske), Lucija Mahaut (utopljena 1120.), Agneza (moguće je da nije bila Stjepanova kći), Eleonora, Alisa, Adelajda, Henrik i Humbert.
Izvor iz 14. st. spominje da je Stjepan imao vanbračnu kćer Emu, koju mu je rodila nepoznata žena, ali vrlo vjerojatno prije nego što se oženio. Moguće je da se radi o fabrikaciji događaja te da je spomenuta Ema bila kći Hungera fitz Odina, koji je imao zemlju u Dorsetu.